# 오사와 신호장 (나가노현)
오사와 신호장(일본어: 大沢信号場)은 일본 나가노현 시모이나군 마쓰카와정에 위치한 도카이 여객철도 이다선의 신호장이다.

## 구조
이나타지마역보다 다카토바라역 방면으로 약 1.5km에 있는 2선의 신호장이다.
개설 이래 본선 · 부본선 과도 양쪽 방면에 출발 신호기를 설치한 구조로 되어 있지만, 2009년 시점에 부본선에 대한 하행 방면의 장내 · 출발 신호기가 철거되었다.

## 역사
- 1966년 3월 25일 : 이다선의 수송력 증강을 목적으로 개업.
  - 당초는 태블릿 폐색이었기 때문에, 계원이 배치되었다.
- 1983년 2월 24일 : CTC화에 수반해 무인화.
- 1987년 4월 1일 : 일본국유철도 분할 민영화에 의해, 도카이 여객철도가 승계.

## 인접 역
| 도카이 여객철도 이다선   | 도카이 여객철도 이다선 | 도카이 여객철도 이다선 |
| ------------------------ | ---------------------- | ---------------------- |
| 이나타지마 도요하시 방면 | ■ 이다선               | 다카토바라 다쓰노 방면 |